# アンドリュー・スーサック
アンドリュー・J・スーサック（Andrew J. Susac、1990年3月22日 - ）は、アメリカ合衆国・カリフォルニア州ローズビル出身の元プロ野球選手（捕手）。右投右打。弟のダニエル・スーサックもプロ野球選手である。

## 経歴

### プロ入り前
2009年のMLBドラフト16巡目（全体497位）でフィラデルフィア・フィリーズから指名されたが、オレゴン州立大学へ進学した。

### プロ入りとジャイアンツ時代
2011年のMLBドラフト2巡目（全体86位）でサンフランシスコ・ジャイアンツから指名され、プロ入り。
2012年、A+級サンノゼ・ジャイアンツでプロデビュー。102試合に出場して打率.244、9本塁打、52打点、1盗塁を記録した。
2013年はAA級リッチモンド・フライングスクウォーレルズでプレーし、84試合に出場して打率.256、12本塁打、46打点、1盗塁を記録した。
2014年はAAA級フレズノ・グリズリーズで開幕を迎え、63試合に出場。打率.268、10本塁打、32打点を記録した。7月26日にヘクター・サンチェスが故障者リスト入りしたため、ジャイアンツとメジャー契約を結んでアクティブ・ロースター入りした。同日のロサンゼルス・ドジャース戦でメジャーデビュー。8回表から捕手の守備に就き、8回裏に初打席を迎えたが、三塁ゴロに倒れた。
その後は一塁手のブランドン・ベルトが故障したため、バスター・ポージーが一塁手として出場する試合に捕手として先発マスクを被ったり、対左投手対策として先発したりし、最終的に35試合に出場して打率.273、3本塁打、19打点と活躍した。ポストシーズンのロースターにも入った。
2015年は控え捕手として出場機会が増し、52試合に出場。バッティング面では打率.218・3本塁打・14打点・OPS0.666を記録した。ディフェンス面では40試合でマスクを被ったが、4失策、守備率.984・DRS - 1・盗塁阻止率17%と、イマイチの成績に終わった。マイナーではA+級サンノゼとAAA級サクラメント・リバーキャッツで計12試合に出場しただけで、打率.310、OPS0.943と強打を見せた。守備では、9試合で2失策だった。
2016年は、ジャイアンツ組織に所属していた間はメジャーでの出場機会がなかった。

### ブルワーズ時代
2016年8月1日にウィル・スミスとのトレードで、フィル・ビックフォードと共にミルウォーキー・ブルワーズへ移籍した。ブルワーズでは9試合に出場して打率.235、1本塁打、2打点、OPS.786を記録した。キャッチャー守備は、6試合で1失策（守備率.969）、DRS -1だった。同年、マイナーではジャイアンツ傘下時代も合わせて72試合に出場し、打率.254、8本塁打、41打点という成績だった。
2018年1月30日にマット・アルバースとのメジャー契約に伴い、DFAとなった。

### オリオールズ時代
2018年2月2日に後日発表選手とのトレードで、ボルチモア・オリオールズへ移籍した。
2019年1月11日にハンサー・アルベルトの加入に伴ってDFAとなり、17日にマイナー契約で傘下のAAA級ノーフォーク・タイズへ配属された。

### ロイヤルズ傘下時代
2019年4月2日に金銭トレードで、カンザスシティ・ロイヤルズへ移籍した。移籍後は傘下のAAA級オマハ・ストームチェイサーズでプレーし、26試合に出場して打率.234、4本塁打、15打点、3盗塁を記録した。オフの11月4日にFAとなった。

### パイレーツ時代
2020年1月31日にピッツバーグ・パイレーツとマイナー契約を結び、スプリングトレーニングに招待選手として参加することになった。9月27日にメジャー契約を結んでアクティブ・ロースター入りした。レギュラーシーズン終了後の10月2日にマイナー契約となった。

## 詳細情報

### 年度別打撃成績
| 年 度        | 球 団        | 試 合 | 打 席 | 打 数 | 得 点 | 安 打 | 二 塁 打 | 三 塁 打 | 本 塁 打 | 塁 打 | 打 点 | 盗 塁 | 盗 塁 死 | 犠 打 | 犠 飛 | 四 球 | 敬 遠 | 死 球 | 三 振 | 併 殺 打 | 打 率 | 出 塁 率 | 長 打 率 | O P S |
| ------------ | ------------ | ----- | ----- | ----- | ----- | ----- | -------- | -------- | -------- | ----- | ----- | ----- | -------- | ----- | ----- | ----- | ----- | ----- | ----- | -------- | ----- | -------- | -------- | ----- |
| 2014         | SF           | 35    | 95    | 88    | 13    | 24    | 8        | 0        | 3        | 41    | 19    | 0     | 0        | 0     | 0     | 7     | 0     | 0     | 28    | 0        | .273  | .326     | .466     | .792  |
| 2015         | SF           | 52    | 148   | 133   | 14    | 29    | 7        | 2        | 3        | 49    | 14    | 0     | 0        | 0     | 0     | 14    | 0     | 1     | 43    | 2        | .218  | .297     | .368     | .666  |
| 2016         | MIL          | 9     | 19    | 17    | 3     | 4     | 1        | 0        | 1        | 8     | 2     | 0     | 0        | 0     | 0     | 2     | 0     | 0     | 5     | 0        | .235  | .316     | .471     | .786  |
| 2017         | MIL          | 8     | 12    | 12    | 0     | 1     | 0        | 0        | 0        | 1     | 0     | 0     | 0        | 0     | 0     | 0     | 0     | 0     | 6     | 0        | .083  | .083     | .083     | .167  |
| 2018         | BAL          | 9     | 26    | 26    | 1     | 3     | 1        | 0        | 0        | 4     | 0     | 0     | 0        | 0     | 0     | 0     | 0     | 0     | 12    | 0        | .115  | .115     | .154     | .269  |
| 2020         | PIT          | 1     | 4     | 2     | 0     | 0     | 0        | 0        | 0        | 0     | 0     | 0     | 0        | 0     | 0     | 2     | 0     | 0     | 0     | 0        | .000  | .500     | .000     | .500  |
| MLB通算：6年 | MLB通算：6年 | 114   | 304   | 278   | 31    | 61    | 17       | 2        | 7        | 103   | 35    | 0     | 0        | 0     | 0     | 25    | 0     | 1     | 94    | 2        | .219  | .286     | .371     | .657  |

### 年度別守備成績
| 年 度 | 球 団 | 捕手（C） | 捕手（C） | 捕手（C） | 捕手（C） | 捕手（C） | 捕手（C） | 捕手（C） | 捕手（C） | 捕手（C） | 捕手（C） | 捕手（C） |
| 年 度 | 球 団 | 試 合     | 刺 殺     | 補 殺     | 失 策     | 併 殺     | 守 備 率  | 捕 逸     | 企 図 数  | 許 盗 塁  | 盗 塁 刺  | 阻 止 率  |
| ----- | ----- | --------- | --------- | --------- | --------- | --------- | --------- | --------- | --------- | --------- | --------- | --------- |
| 2014  | SF    | 29        | 160       | 20        | 0         | 1         | 1.000     | 2         | 25        | 17        | 8         | .320      |
| 2015  | SF    | 40        | 222       | 18        | 4         | 3         | .984      | 3         | 35        | 29        | 6         | .171      |
| 2016  | MIL   | 6         | 28        | 3         | 1         | 1         | .969      | 0         | 3         | 1         | 2         | .667      |
| 2017  | MIL   | 2         | 7         | 0         | 0         | 0         | 1.000     | 1         | 0         | 0         | 0         | ----      |
| 2018  | BAL   | 7         | 48        | 4         | 0         | 0         | 1.000     | 0         | 7         | 5         | 2         | .286      |
| MLB   | MLB   | 84        | 465       | 45        | 5         | 5         | .990      | 6         | 70        | 52        | 18        | .257      |

- 2019年度シーズン終了時

### 背番号
- 34（2014年 - 2015年）
- 13（2016年 - 2017年）
- 27（2018年）
- 80（2020年）